# Orion Peak

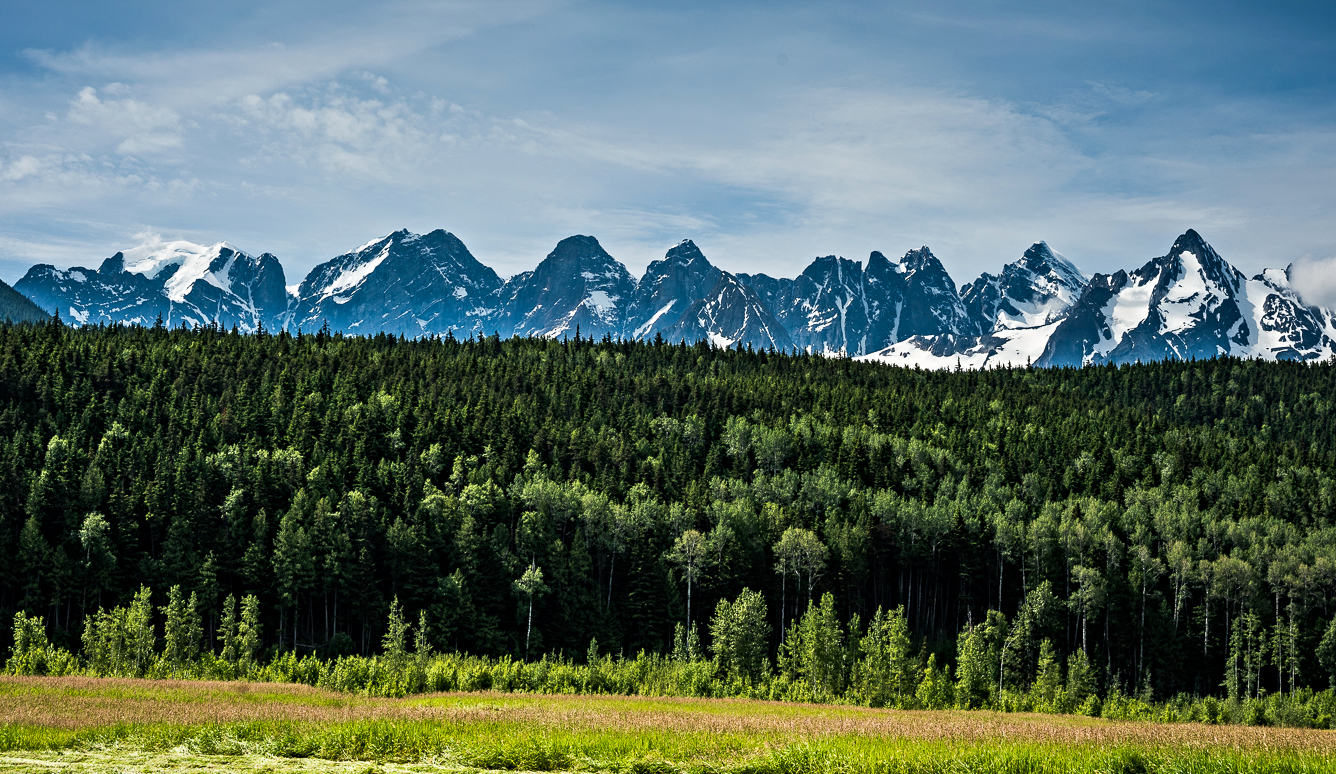
Seven Sisters Peaks und der Orion Peak (im Bild rechts)

Der Orion Peak ist ein 2254 Meter hoher Berggipfel in den Bulkley Ranges der Interior Mountains im Norden von British Columbia, Kanada.

## Lage
Der Gipfel liegt im Seven Sisters Provincial Park and Protected Area, 7 Kilometer südöstlich von Cedarvale und nördlich des Seven-Sisters-Peaks-Massivs und des Seven-Sisters-Gletschers.

## Geographie
Der Niederschlagsabfluss vom Berg und das Schmelzwasser des Gletschers fließen in die Nebenflüsse des Skeena Rivers.

## Klima
Orion Peak liegt in der kaltgemäßigten Klimazone und weist nach der Köppen-Geiger-Klassifikation Dfb- und Dfc-Klima mit kalten, schneereichen Wintern und milden Sommern auf. Die Temperaturen können unter −20 °C fallen, mit Windchill-Faktoren unter −30 °C.

## Name
Der Name des Berges wurde am 25. August 1977 vom Geographical Names Board of Canada offiziell vergeben und in Dick Culberts Climbers Guide to the Coastal Ranges of British Columbia (1964) festgelegt.